# كارل جوهان واشتميستر
كارل جوهان واشتميستر (1 فبراير 1903 – 22 مايو 1993) هو مبارز بالسيف سويدي راحل، مثّل بلاده في الألعاب الأولمبية الصيفية 1936.

## روابط خارجية
كارل جوهان واشتميستر على موقع أوليمبيديا (الإنجليزية)
- كارل جوهان واشتميستر على موقع اللجنة الأولمبية السويدية (السويدية)